# San Antonio, Yurécuaro
San Antonio är en ort i Mexiko.   Den ligger i kommunen Yurécuaro och delstaten Michoacán de Ocampo, i den centrala delen av landet, 300 km väster om huvudstaden Mexico City. San Antonio ligger 1 546 meter över havet och antalet invånare är 186.
Terrängen runt San Antonio är kuperad österut, men västerut är den platt. Runt San Antonio är det ganska tätbefolkat, med 199 invånare per kvadratkilometer. Närmaste större samhälle är Yurécuaro, 9,9 km nordväst om San Antonio. I omgivningarna runt San Antonio växer huvudsakligen savannskog.